# Eutrichosiphum parvulum
Eutrichosiphum parvulum är en insektsart. Eutrichosiphum parvulum ingår i släktet Eutrichosiphum och familjen långrörsbladlöss. Inga underarter finns listade i Catalogue of Life.